# هایدوبوسورمنی
هایدوبوسورمنی (به مجاری: Hajdúböszörmény) در هایدو-بیهار در کشور مجارستان واقع شده‌است. جمعیت این شهر ۳۱٫۹۱۰ نفر  است.